# Curia Mountain
Curia Mountain är ett berg i Kanada.   Det ligger i provinsen Alberta, i den centrala delen av landet, 3 200 km väster om huvudstaden Ottawa. Toppen på Curia Mountain är 2 351 meter över havet. Curia Mountain ingår i The Ramparts.
Terrängen runt Curia Mountain är kuperad åt sydväst, men åt nordost är den bergig. Trakten runt Curia Mountain är nära nog obefolkad, med mindre än två invånare per kvadratkilometer.. 
I omgivningarna runt Curia Mountain växer i huvudsak barrskog.